# Nepenthes veitchii
Nepenthes veitchii ist eine fleischfressende Pflanze aus der Gattung der Kannenpflanzen (Nepenthes). Sie wurde um 1860 von Joseph Dalton Hooker erstbeschrieben. Ihr Artenname ehrt den Botaniker und Züchter Peter C. M. Veitch.

## Beschreibung
Von Nepenthes veitchii gibt es zwei Wuchstypen: Den „Typ Sumatra“, der auf Sumatra lebt, ausschließlich am Boden wächst und kriechende Rosetten bildet, und den „Typ Borneo“, der auf Borneo vor allem am Mount Kinabalu zu finden ist und lianenartig an Bäumen emporklettert. Die Blätter von Nepenthes veitchii sind mit einer dunklen Behaarung überzogen. Sie werden bis 25 cm lang und sind verkehrt-eiförmig.

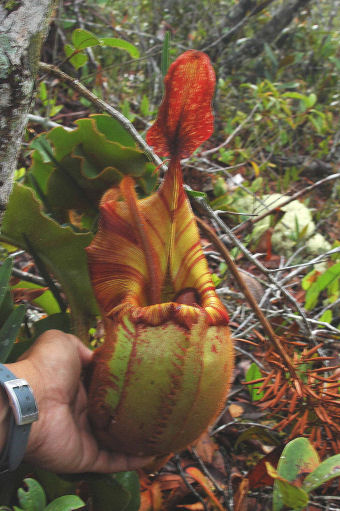
Kanne von Nepenthes veitchii im Porträt

Die Kannen von Nepenthes veitchii sind pauken- bis becherförmig und ändern auch mit zunehmendem Alter ihre Form nicht. Während „Typ Sumatra“ die Kannen stets am Boden abstellt, werden diese bei „Typ Borneo“ regelrecht an die Kletterstütze angeschmiegt. Alle Kannen von Nepenthes veitchii weisen ein arttypisches Merkmal auf: Das übermäßig breite und ausladende Peristom. Dieses wird nach Öffnung der Kanne kaum nach hinten geklappt, sondern steht auf beiden Seiten fächerartig ab. Die Flügelleiste ist breitgefächert. Der Deckel ist schmal elliptisch.

### Blütenstand, Blüte und Samen
Wie alle anderen Nepenthes-Arten auch, so ist Nepenthes veitchii zweihäusig getrenntgeschlechtig (diözisch), das heißt, an einer Pflanze befinden sich entweder nur männliche oder nur weibliche Blüten. Die Blüten stehen rispigen Blütenständen zusammen. Die eingeschlechtige Blüte enthält fünf Blütenhüllblätter und besitzt eine dunkle, rötliche Farbe.
Die spindelförmigen Samen sind nur 2 bis 3 mm groß.

### Chromosomenzahl
Die Chromosomenzahl beträgt 2n = 80.

## Verbreitung
Nepenthes veitchii lebt hauptsächlich auf Sumatra und Borneo. Sie bevorzugt lichte, nebelverhangene Bergwälder in Höhenlagen bis zu 900 Meter.

## Gefährdungsstatus
Aufgrund ihres bizarren Aussehens ist Nepenthes veitchii ein begehrtes Sammlerobjekt. Dies und die Abrodung ihres Lebensraums zu landwirtschaftlichen Zwecken hat dazu geführt, dass Nepenthes veitchii im Washingtoner Artenschutzabkommen (CITES) auf Anhang 2 geschützt wird. Der Handel mit dieser Art ist damit nur eingeschränkt erlaubt.